# Louis Marie Aubert Du Petit-Thouars

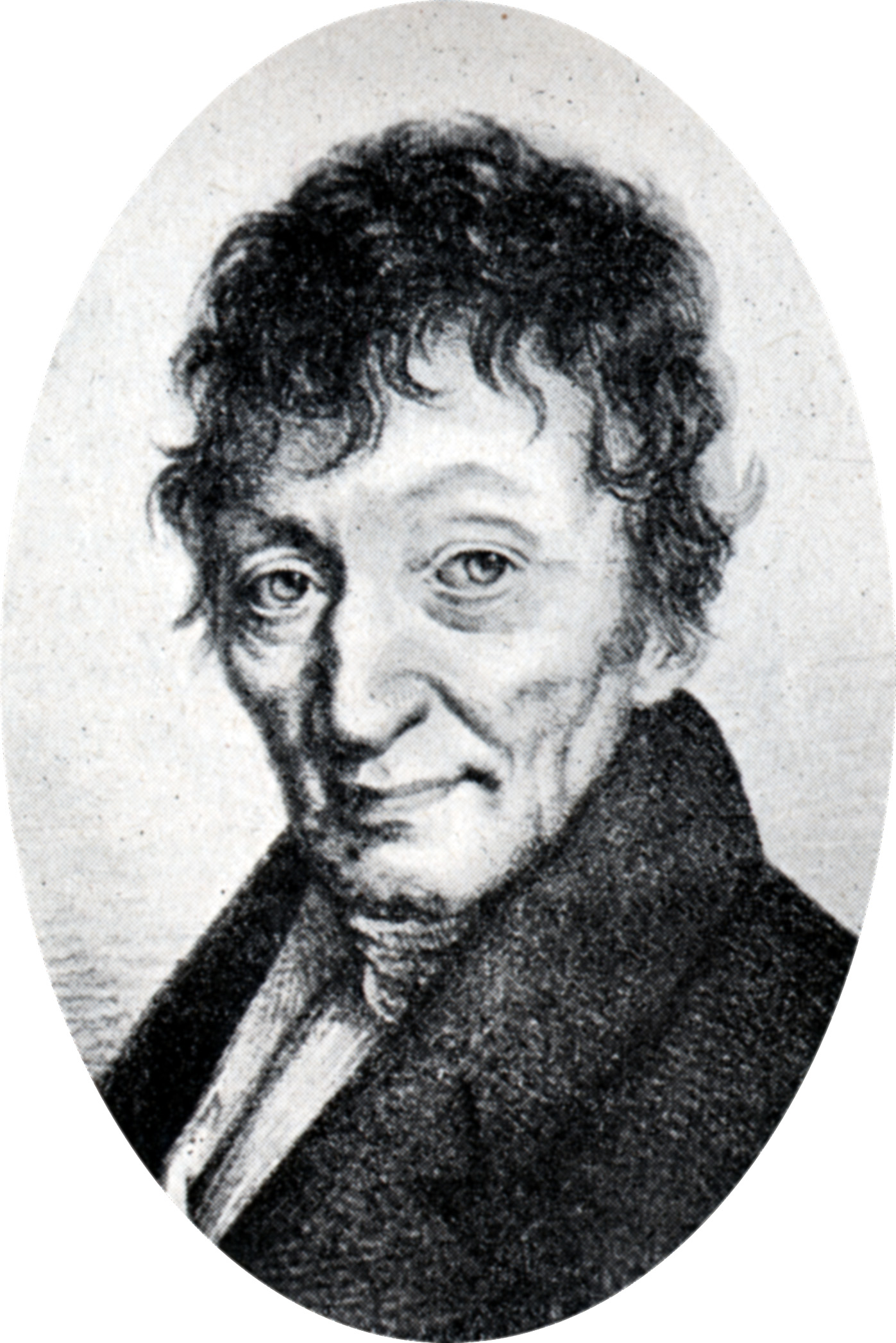
Louis Marie Aubert Du Petit-Thouars

Louis Marie Aubert Du Petit-Thouars o Du Petit Thouars (Bournois, 5 novembre 1758 – Parigi, 12 maggio 1831) è stato un botanico francese.

## Storia
Studiò alla scuola militare di La Flèche.
Visitò il Madagascar e le isole vicine tra il 1792 ed il 1802; durante il suo soggiorno a Tristan da Cunha tentò per primo, senza successo, la salita al Picco della Regina Maria.
Da questo viaggio ritornò in Francia con un erbario di 2000 piante. 
Fu eletto membro dell'Académie des sciences il 10 aprile 1820.
Studiò in modo particolare lo sviluppo del legno. Al suo nome sono dedicate numerose specie botaniche, tra cui la Cycas thouarsii.
Suo fratello, Aristide Du Petit-Thouars, era un navigatore.

## Opere

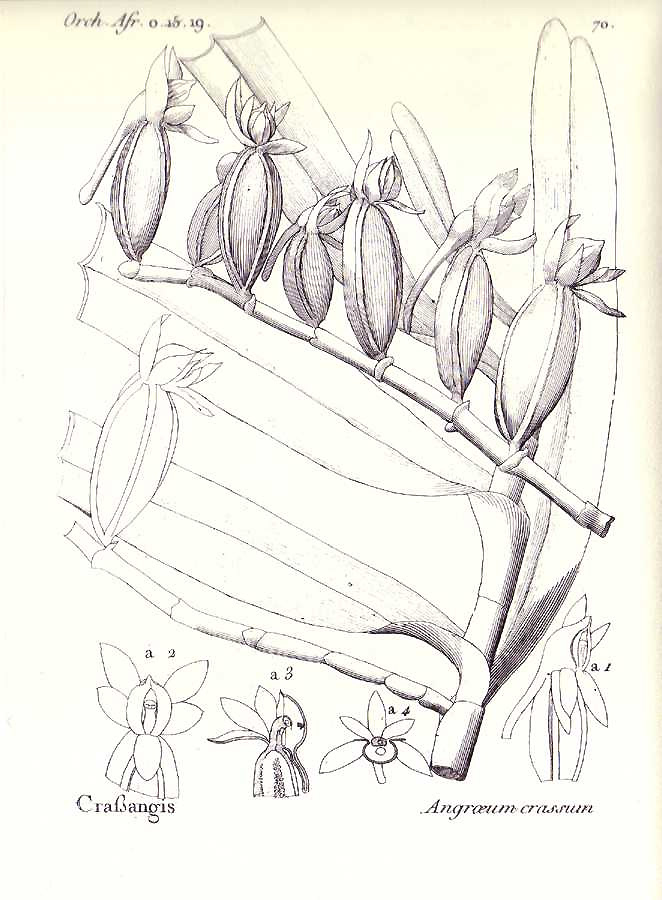
Tavola botanica tratta da Histoire particulière des plantes orchidées recueillies dans les trois îles australes de France, de Bourbon et de Madagascar (1822)

Du Petit-Thouars è l'autore di numerosi testi botanici, tra i quali:
- Genera Nova Madagascariensia (1806)
- Histoire des végétaux recueillis dans les îles de France, de Bourbon et de Madagascar
- Histoire particulière des plantes orchidées recueillies dans les trois îles australes de France, de Bourbon et de Madagascar (1822)

| Thouars è l'abbreviazione standard utilizzata per le piante descritte da Louis Marie Aubert Du Petit-Thouars. Consulta l'elenco delle piante assegnate a questo autore dall'IPNI. |